# Głużek
Głużek [pronunciación en polaco: /ˈɡwuʐɛk/] es un pueblo ubicado en el distrito administrativo de Gmina Wiśniewo, dentro del Condado de Mława, Voivodato de Mazovia, en el este de Polonia central. Se encuentra aproximadamente a 6 kilómetros al oeste de Wiśniewo, a 9 kilómetros al suroeste de Mława, y a 107 kilómetros al noroeste de Varsovia.

## Residentes notables
- Władysław Skierkowski (1886–1941), un sacerdote polaco, quién murió en un campamento de concentración.